# Barmer Haus
Das Barmer Haus ist eine Selbstversorger Alpenvereinshütte der Sektion Wuppertal des Deutschen Alpenvereins. Es liegt in St. Jakob in Defereggen auf 1380 m ü. A.

## Zufahrt
Die Hütte liegt verkehrsgünstig in der Unterrotte 1, A-9963 St. Jakob in Defereggen.

## Übergänge zu anderen Hütten
- Neue Reichenberger Hütte (2586 m) 4 Stunden
- Barmer Hütte (2610 m) 3¾ Stunden

## Touren
- Seespitze (3021 m) 4¾ Stunden
- Jagdhausalm (2009 m) 2 Stunden